# محو شدن در تاریکی
«محو شدن در تاریکی» (به انگلیسی: Fade to Black) یکی از ترانه‌های متالیکا است. این ترانه در سال ۱۹۸۴ و در قالب اولین تک‌آهنگ دومین آلبوم استودیویی متالیکا سوار بر آذرخش منتشر شد. در آن سال‌ها که متالیکا هنوز به شهرت جهانی نرسیده بود «محو شدن در تاریکی»-که بعداً یکی از آهنگ‌های محبوب گروه برای اجرا در کنسرت‌های‌شان شد-از سوی ایستگاه‌های رادیویی مورد توجه قرار گرفت، به‌شکلی که از سال‌های میانی تا پایان دههٔ ۱۹۸۰ پخش می‌شد. تک‌نوازی گیتار «محو شدن در تاریکی» از سوی خوانندگان مجلهٔ دنیای گیتار به‌عنوان ۲۴اُمین «سولوی برتر همهٔ دوران» انتخاب شده‌است. وب‌گاه ای‌اوال ریدیو نیز در معرفی «۱۰ ترانهٔ برتر متالیکا» رتبهٔ ۶اُم را به «محو شدن در تاریکی» اختصاص داده‌است.
جیمز هتفیلد مدتی پس از دزدیده‌شدن آمپلی‌فایرش در یکی از اجراهای گروه و در حالتی که بر اثر این اتفاق در شرایط ناگوار روحی قرار داشت شعر «محو شدن در تاریکی» را سرود. شعر در رابطه با ناکامی و نومیدی و البته به‌شکلی آشکار راجع به خودکشی است. تا پیش از این ترانه، بیشتر ترانه‌های هوی متال و هارد راک به این شکل به کنکاش روان انسان نپرداخته بودند و آثاری که به مقولهٔ «مرگ» می‌پرداختند بیشتر از منظر غیرجدی، عرفان یا در فضایی گوتیک آن را تصویر می‌کردند. «محو شدن در تاریکی» به هوی متال کمک کرد تا به نوعی خودباوری و اعتبار در ترانه‌سرایی برسد و متالیکا این شیوهٔ ترسیم واقع‌گرایانه موضوع‌ها را در آلبوم‌ها و ترانه‌های بعدی‌شان در دههٔ ۸۰ ادامه دادند. این ترانه در سال ۱۹۸۴ در سوئیس تا ردهٔ ۱۰۰اُم جدول پُرفروش‌ترین‌های آن کشور صعود کرد.